# Exocentrus m-signatus
Exocentrus m-signatus là một loài bọ cánh cứng trong họ Cerambycidae.